# Sư đoàn 346, Quân đội nhân dân Việt Nam
Sư đoàn 346, bí danh Đoàn Lam Sơn là một sư đoàn bộ binh thuộc Quân đội nhân dân Việt Nam.

## Lịch sử
Theo Quyết định số 29/QĐ-TM của Bộ Tổng Tham mưu Quân đội nhân dân Việt Nam ký bởi Phó Tổng tham mưu trưởng Cao Văn Khánh, ngày 22 tháng 4 năm 1978, sư đoàn thành lập tại 2 xã An Tường và Lưỡng Vượng, huyện Yên Sơn, tỉnh Hà Tuyên (nay là tỉnh Tuyên Quang). Sư đoàn thành lập trên nòng cốt từ Trung đoàn 246 (Trung đoàn Tân Trào) và sau đó tham gia cuộc chiến tranh bảo vệ biên giới phía Bắc.
Sư đoàn 346 nay thuộc biên chế Quân khu 1, đóng quân tại tỉnh Thái Nguyên. Khẩu hiệu truyền thống của Sư đoàn là "Đoàn kết, tự lực, kiên cường, quyết thắng".
Từ năm 2005, Sư đoàn được Bộ Quốc phòng tặng thưởng 2 cờ thưởng thi đua (vào các năm 2005, 2008), Bộ tư lệnh Quân khu tặng cờ thi đua năm 2009, Bằng khen năm 2010...

## Lãnh đạo
- Sư đoàn trưởng: Đại tá Đỗ Văn Toán[3]
- Chính ủy: Đại tá Đàm Tiến Dũng[2]
- Phó Sư đoàn trưởng, Tham mưu trưởng: Đại tá Nguyễn Văn Hoà[1]
- Phó Sư đoàn trưởng: Đại tá Lưu Văn Vượng
- Phó Chính ủy: Đại tá Đỗ Văn Thơi

## Biên chế
Biên chế năm 1978:
- Trung đoàn 246 (Trung đoàn Tân Trào), thành lập 30 tháng 6 năm 1948.
- Trung đoàn 677, thành lập 30 tháng 6 năm 1977.
- Trung đoàn 567, thành lập 15 tháng 1 năm 1975, Anh hùng LLVT nhân dân..

Hai trung đoàn 677 và 567 đã chuyển giao sang khung thường trực huấn luyện lực lượng dự bị động viên.